# 西村繁男
西村 繁男（にしむら しげお、1937年〈昭和12年〉5月31日 - 2015年〈平成27年〉5月）は、日本の雑誌編集者。東京都出身。『週刊少年ジャンプ』の第3代編集長、『フレッシュジャンプ』『スーパージャンプ』の初代編集長。

## 来歴
1937年、東京都港区の公務員の家庭に生まれる。麻布中学校・高等学校、早稲田大学第一文学部を卒業。新人文学賞の候補に名前が上がるほどの文学青年だったという。大学卒業時は『群像』の編集者を志望するが、講談社の入社試験に落ち、一年間の就職浪人（この時点で既婚）を経験する。1962年に24歳で集英社へ入社。幼年誌『日の丸』の編集部に配属になるが、配属後半年で廃刊になったため、『少年ブック』編集部へ異動。ちばてつや、横山光輝、松本零士などを担当した。
1968年、『少年ブック』時代の上司だった長野規らと共に『少年ジャンプ』の創刊に携わり、梅本さちお、荘司としお、川崎のぼる、本宮ひろ志などを担当した。1973年より『週刊少年ジャンプ』副編集長、1978年に第3代編集長となった。また、1974年からは集英社労働組合の委員長に就任していた（一期） 。
1982年、『フレッシュジャンプ』を創刊し、編集長を兼任する。1986年、『週刊少年ジャンプ』の編集長を後藤広喜に、『フレッシュジャンプ』の編集長を中野和雄にそれぞれ譲り、『スーパージャンプ』の創刊編集長に就任した。1989年より集英社の役員待遇となる。1994年に集英社を退社。退社後は編集者時代の回想を軸とした執筆活動を行っていた。以降の詳細は不明だが、複数の関係者によると2015年5月に死去したとされている。

## 人物
『少年ジャンプ』創刊号からの編集者であり、のべ18年に渡ってジャンプの編集者を務めた。編集長に就任した1978年以降、『週刊少年ジャンプ』の発行部数を飛躍的に伸ばした。宮下あきらの「私立極道高校」で起きた不祥事（私立極道高校実在学校無断掲載事件）では率先して対策に当たり、抗議集会に参加したその場で、漫画の回収・中断を会社に報告せずに決めた。

### 編集者としてのスタンス
無名だった本宮ひろ志の担当であり、その能力を高く評価していた。一方で『男一匹ガキ大将』の連載続行を強行した人物でもある。本宮宅で居候していた武論尊に原稿の書き方を指南し、漫画原作者デビューさせた。また低年齢層読者の獲得を狙い、『キン肉マン』を連載させるべく担当の中野和雄と大阪へ行き、ゆでたまごの2人である嶋田隆司と中井義則それぞれの親を説得し、漫画家デビューの足がかりを作った。
ジャンプへの思い入れが強い一方で、漫画そのものへの思いが薄いことを本宮ひろ志には見抜かれており、後年の本宮との対談でも認めている。本宮はこのことを「俺の漫画を漫画として見ないで違う角度から見てくれた」と好意的に話した。

## 漫画作品への登場
本宮ひろ志作品では『やぶれかぶれ』にちょい役で登場している。 『こちら葛飾区亀有公園前派出所』や『すすめ!!パイレーツ』などのギャグ漫画でもちょい役で登場している。
このほか、コアミックスが編集を手掛けた『週刊コミックバンチ』で連載されていた『株式会社大山田出版仮編集部員山下たろーくん』『少年リーダム 〜友情・努力・勝利の詩〜』に、西村をモデルとした編集長のキャラクターが登場している。

## 著書
『さらば、わが青春の『少年ジャンプ』』飛鳥新社、1994年
- 西村の入社から退社までの経緯を書いたもの。
- 文庫版は1997年幻冬舎より発売。退社後の動向を書いた9章と、藤脇邦夫の解説が追加されている。
  - 次原隆二「少年リーダム 〜友情・努力・勝利の詩〜」（『週刊コミックバンチ』連載）は本書の「漫画化」と題し、原案として表記しているが、一部のエピソードを引用しているだけで、ほとんどが本書に書かれていない内容で構成されている。

『漫画王国の崩壊』ぶんか社、1998年
- フィクションの体裁で書かれた小説。退社の理由となった集英社内の人事を題材としているが、登場人物、会社名などは全て架空のもの。

『まんが編集術』白夜書房、1999年
- 著者となっているが、西村へのインタビューで構成されている。内容は主にジャンプ時代の業務や掲載作品について。